# Exèrcit Republicà Irlandès
L'Exèrcit Republicà Irlandès (de l'anglès Irish Republican Army, abreujat com a IRA), és una organització paramilitar republicana nacionalista irlandesa que va sorgir del grup armat Óglaigh na hÉireann (del gaèlic irlandès: Voluntaris Irlandesos). El seu braç polític és el Sinn Féin. Aquesta denominació va sorgir a la batalla de Lime Ridge (2 de juny del 1866) i va ser adoptada pels membres de la revolta de l'aixecament de Pasqua, la qual va ser la seva primera aparició militar, i durant tota la Guerra de la Independència Irlandesa (1919-1921) va lluitar contra l'exèrcit britànic fins al reconeixement de l'estat lliure d'Irlanda. Després de la guerra de la independència molts dels seus membres es van integrar al nou exèrcit nacional. El nom d'IRA es va seguir utilitzant durant la Guerra Civil Irlandesa (1922-1923) referint-se als partidaris republicans contraris al tractat que permetia la separació d'Irlanda del Nord.
Després de la guerra civil va fer atemptats de poca importància i no va ser fins al 1969 quan va reaparèixer a Irlanda del Nord.

## Divisions
L'IRA s'ha ha anat dividint al llarg de la seva història:
- L'IRA Oficial (OIRA), que són les restes que van quedar després de l'escissió de l'IRA Provisional. L'OIRA és un grup marxista, no tan nacionalista com la resta d'escissions. Just després de la divisió, va començar diverses accions terroristes que van finalitzar l'any 1972. Des de llavors s'ha enfrontat amb l'IRA Provisional. Tot i que actualment sembla que està inactiu, encara existeix. El seu braç polític és el Sinn Féin Oficial, que actualment s'anomena Workers Party of Ireland (Partit dels Treballadors d'Irlanda).[1]

- L'IRA Provisional (PIRA), que es va separar de l'IRA oficial al febrer de 1969 perquè preferia seguir únicament la línia militar. És l'IRA majoritari i el més conegut, ja que quan es parla de l'IRA es refereix a aquest. Des de la seva fundació ha realitzat atacs de gran impacte a través de diferents mitjans. El 28 de novembre del 2005 va anunciar l'armistici. El seu braç polític és el Sinn Féin.

- L'IRA de la Continuïtat (CIRA), es va escindir del PIRA l'any 1986 quan a una assemblea del PIRA es va decidir que ocuparien els escons que el Sinn Féin tenia al parlament irlandès. Els membres que no volien que s'ocupessin els escons van formar l'IRA de la Continuïtat. Es creu que el nombre de membres del CIRA està entre els 50 i els 100 membres i l'Oireachtas afirma que en tenen menys de 150.

- L'IRA Autèntic (RIRA), es va escindir del PIRA l'any 1997, abans de firmar l'Acord de Belfast, a causa del fet que alguns membres s'oposaven a l'alto el foc definitiu de l'organització i a la consegüent acceptació de l'acord. Només formar-se la banda, el RIRA va començar a fer atacs semblants els que feia el PIRA abans de l'alto al foc. Tot i això molts dels seus membres van ser detinguts a causa del fet que la banda tenia molts infiltrats de la policia. Tot i les detencions el RIRA va fer explotar, al 15 d'agost de 1998, un cotxe bomba a Omagh, en el que van morir 29 persones. Aquest atemptat va produir molta por tant en la societat anglesa com en la irlandesa en un moment en què s'estava pactant l'Acord de Belfast. Després d'aquest atemptat va proclamar un alto al foc, que trencaria dos anys més tard. Actualment el RIRA encara està actiu. És associat amb el Moviment per la Sobirania dels 32 Comtats i va aconseguir les armes dels Balcans.[2]
- L'abril de 2011, membres originaris de l'IRA Provisional van anunciar una represa de les hostilitats, i van afirmar que havien assumit el lideratge de l'organització. Es van proclamar Irish Republican Army i van insistir en la seva independència respecte l'IRA Autèntic, Óglaigh na hÉireann (OHN) i l'IRA de la Continuïtat. Entre d'altres atacs, van reivindicar l'assassinat del contable Ronan Kerr, prèviament reivindicat per l'IRA Autèntic i ONH.[3]

- El Nou IRA, format a partir de la unió de l'IRA Autèntic i altres grups republicans el 2012.[4]

L'IRA de la Continuïtat i l'Autèntic estan incloses en la Llista d'Organitzacions Terroristes Estrangeres del Departament d'Estat dels EUA.

## Dels orígens al procés de pau

### Orígens i Guerra angloirlandesa
Al principi de la Primera Guerra Mundial el govern britànic va prometre que concediria una certa autonomia a Irlanda quan s'acabés la guerra, però amb la condició que els sis comtats d'Irlanda del Nord quedarien exclosos del control del parlament irlandès. Això va provocar una hostilitat dels unionistes del nord que va quedar reflectida en la creació, l'any 1912, del cos milicià, unionista i protestant Ulster Volunteers, la qual s'oposava a l'autonomia irlandesa.
Alguns nacionalistes pensaven que aquesta autonomia era massa baixa i van instigar la revolta del dilluns de Pasqua (l'Aixecament de Pasqua). De fet hi ha dues dates en què es considera que va començar la Guerra de la Independència: en l'aixecament de Pasqua (24 d'abril de 1916) o al 21 de gener de 1919 quan Sean Tracy (membre de l'IRA) va matar dos agutzils. La data més reconeguda, però, és el 21 de gener de 1919 amb l'emboscada de Soloheadbeg.

### Guerra Civil Irlandesa
L'IRA es va dividir entre partidaris i detractors del Tractat Angloirlandès que suposava la fi de la guerra d'independència irlandesa i la divisió de l'illa d'Irlanda entre la Irlanda del Nord i l'Estat Lliure d'Irlanda. La divisió de l'IRA va culminar amb la posterior Guerra Civil Irlandesa, que iniciar-se el 28 de juny de 1922. Les negociacions per aconseguir la reunificació del grup van durar sis mesos i finalment, Eamon de Valera demanà un alto el foc, seguit el 24 de maig de 1923 al maig de 1923 de l'ordre als combatents republicans de llençar les armes (encara que no entregar-les). Alguns historiadors creuen que la mort de Liam Lynch, un líder republicà intransigent, en un combat a les muntanyes Knockmealdown del comtat de Waterford van permetre al pragmàtic Frank Aiken aturar la lluita. Milers de lluitadors foren fets presoners en tornar a casa. Després de la guerra civil una bona part es va integrar a l'exèrcit de la república. La determinació del govern i la falta de suports van contribuir a la derrota.

### Segona guerra mundial
El gener de 1939, mentre el Regne Unit es preparava per a una possible guerra amb Alemanya, el Consell de l'Exèrcit de l'Exèrcit Republicà Irlandès va declarar la guerra al Regne Unit. La campanya de sabotatge de l'IRA o "Pla S" va començar uns dies després. Sota aquesta, operatius de l'IRA amb seu a Gran Bretanya van atacar les infraestructures, amb l'objectiu de debilitar l'esforç bèl·lic del Regne Unit, però la majoria dels seus organitzadors polítics més capacitats havien marxat a mitjans i finals de la dècada de 1930 i el seu espai havia estat apropiat pel Fianna Fáil, a més, l'IRA es va veure molt danyat per les mesures que van prendre en contra seu els governs d'ambdós costats de la frontera durant la guerra, i les activitats acabaren cap al 1943. Els membres de l'IRA van ser internats tant al nord com al sud de la frontera, i una sèrie de militants, inclòs el cap d'estat major entre 1942 i 1944, Charlie Kerins, foren executats pel govern irlandès per les activitats durant la guerra.

### Postguerra
A la postguerra l'Exèrcit Republicà Irlandès va mantenir-se força inactiu amb alguns atemptats de poca importància. Tot i això aquests atemptats, en un moment en què a Irlanda feia poc que s'havia aprovat la constitució que afirmava la independència del país i que per tant es renunciés a l'esperança de què tota l'illa formés part de l'Estat Lliure d'Irlanda, van produir que el parlament irlandès il·legalitzés la banda armada l'any 1939.

### Escissió entre PIRA i OIRA
Després de la seva campanya de les fronteres entre 1959 i 1962, l'Exèrcit Republicà Irlandès enterra les seves armes (les ven el 1968 al Free Wales Army) i Cathal Goulding reemplaça Ruairí Ó Brádaigh com a Cap de l'Estat Major. Aquest, marxista convençut, dirigeix l'IRA cap a lluites més socials. Des de 1964, proposa la creació d'un National Liberation Front amb l'extrema esquerra i de posar fi a l'abstencionisme (i per tant de reconèixer, acceptant reunir-s'hi, els parlaments irlandès, nord-irlandès i britànic), proposta particularment criticada pels partidaris d'aquesta tradició del moviment republicà
Quan a l'estiu 1969, esclaten aixecaments que enfronten catòlics, protestants i policies, l'IRA és incapaç de defensar els guetos catòlics. Liderada per Seán MacStíofáin, una part de l'organització, en particular els volunteers del Nord, critiquen la línia de la direcció. El desembre de 1970, l'IRA reuneix una Convenció general extraordinària, la majoria dels delegats de la qual donen suport a Goulding. En donar suport al gir polític, la Convenció empeny a l'escissió els partidaris d'una línia militarista i contraris a l'abandó de l'abstencionisme que funden l'IRA Provisional per continuar la lluita armada, amb Seán MacStíofáin com a Cap d'Estat major, mentre que Cathal Goulding esdevé Cap d'Estat major de l'IRA Oficial, i arreplega la majoria dels volunteers de la República d'Irlanda El Sinn Féin pateix una escissió pels mateixos motius, i neix l'Official Sinn Féin (reanomenat més tard Partit dels Treballadors d'Irlanda) i esdevenint la branca política de l'OIRA. L'OIRA declara un alto el foc en 1972.
A la primavera de 1970, David O'Connell és enviat a Nova York per reactivar les xarxes de la diàspora irlandesa. Així doncs, l'abril de 1970, es funda l'Irish Northern Aid Committee (NORAID) que, tot i que oficialment era per donar suport a la lluita política dels republicans, realment tenia com a objectiu el finançament per la compra d'armes. Segons George Harrison, un veterà de l'IRA immigrat als Estats Units, els fons destinats a les armes passaven per una xarxa paral·lela</ref> Durant l'any 1970, l'IRA provisional es va equipar amb fusells i fusells d'assalt FN Herstal i fusells semiautomàtics M1 Garand. A partir del mes d'agost, llança una campanya de sabotatges econòmics mitjançant atemptats amb bomba. Si bé encara vacil·la a l'hora d'atacar l'exèrcit britànic, l'11 d'agost mata dos policies de la Royal Ulster Constabulary. A més, estén la seva acció a una activitat de policia en la comunitat catòlica, tant contra la delinqüència com contra la col·laboració amb els britànics. Al setembre, Seán Mac Stíofáin és escollit de nou al capdavant de l'organització, mentre que Tom Maguire, l'últim supervivent del primer Dáil Éireann, que va llançar la Guerra d'independència irlandesa, dona el seu suport al Sinn Féin Provisional.
En 1971 es va fundar l'Ulster Defence Association (UDA, en català Associació de Defensa de l'Ulster), un grup paramilitar unionista protestant que lluitava en contra de l'IRA. Els donava suport el DUP (Partit Unionista Democràtic), liderat en el seu moment pel reverend Ian Paisley. Hi va haver diversos enfrontaments armats entre aquests que van acabar amb víctimes dels dos grups i també civils. Això va produir un clima de gran inseguretat a Irlanda del Nord.
L'OIRA declara un alto el foc en 1972. El 1975, una escissió funda l'Irish National Liberation Army. El 8 de febrer del 2010, l'OIRA anuncia que ha lliurat les seves armes a l'Independent International Commission on Decommissioning.

### L'IRA Provisional continua la lluita armada
Amb el suport actiu de la població catòlica d'Irlanda del Nord, l'IRA Provisional multiplica les operacions de guerrilla rural i urbana. Entre 1971 i 1972, teixeix vincles amb el Front Popular per a l'Alliberament de Palestina, Fatah, el Front d'Alliberament Popular del Golf Aràbic Ocupat, ETA i el Front d'Alliberament de Bretanya (amb aquestes dues últimes organitzacions va signar un comunicat comú). L'organització del tràfic d'armes que prové dels Estats Units proveeix, d'ara endavant, l'organització amb fusells Armalite. Convençuts de llur victòria propera, els republicans anomenen 1972 l'«any de la victòria» El 30 de gener, el 1r batalló paracaigudista de l'Exèrcit britànic dispara sobre una marxa pacifista de la Northern Ireland Civil Rights Association, i causa la mort de 14 persones. Aquest fet serà conegut amb el nom de Bloody Sunday. Suposadament, els soldats haurien replicat a trets de l'IRA, però tant els membres de l'IRA Provisional com de l'IRA Oficial havien acudit a la manifestació sense armes. Aquest esdeveniment dona una publicitat inesperada a la causa irlandesa i reforça les files de l'IRA Provisional. El 10 de març, l'IRA Provisional anuncia un alto el foc de 72 hores, i demana la retirada de l'Exèrcit britànic, l'abolició del Parlament d'Irlanda del Nord i l'amnistia dels republicans empresonats a Irlanda i al Regne Unit. El dia 13 Harold Wilson, Joe Haine i Merlyn Rees s'atansen a Dublin i es reuneixen secretament amb David O'Connell, Joe Cahill i John Kelly a la casa del Teachta Dála John O'Connell, però les converses s'aturen bruscament. Quatre dies després de l'explosió mortal d'un cotxe-bomba del PIRA a Belfast, el 24 de març, s'introdueix el Direct Rule a Irlanda del Nord. El 31 de maig, Joe Cahil i Ruairí Ó Brádaigh són detinguts a Irlanda. El 10 de març, l'IRA Provisional anuncia un alto el foc de 72 hores, i demana la retirada de l'Exèrcit britànic, l'abolició del Parlament d'Irlanda del Nord i l'amnistia dels republicans empresonats a Irlanda i al Regne Unit. El dia 13 Harold Wilson, Joe Haine i Merlyn Rees s'atansen a Dublin i es reuneixen secretament amb David O'Connell, Joe Cahill i John Kelly a la casa del Teachta Dála John O'Connell, però les converses s'aturen bruscament. Quatre dies després de l'explosió mortal d'un cotxe-bomba del PIRA a Belfast, el 24 de març, s'introdueix el Direct Rule a Irlanda del Nord. El 31 de maig, Joe Cahil i Ruairí Ó Brádaigh són detinguts a Irlanda.
El 13 de juny, en una conferència de premsa a Derry, l'IRA Provisional proposa de cessar tota activitat militar si el Secretari d'Estat per a Irlanda del Nord William Whitelaw accepta de reunir-se amb els seus representants. Aquest ho refusa públicament, però les negociacions continuen en secret. El 22 de juny, l'IRA provisional anuncia un alto el foc, que començarà el 26 de juny a mitjanit. S'organitzen converses secretes: el 7 de juliol Seán MacStíofáin, Séamus Twomey, Ivor Bell, Dáithí Ó Conaill, Gerry Adams i Martin McGuinness per part dels republicans i William Whitelaw, Paul Channon, Philip Woodfield i Frank Steele per part dels britànics es troben a Londres. Es posa damunt la taula, com a condició per a la continuació de la treva, l'Special Category Status, un estatut polític per als presoners paramilitars.
A finals de l'any 1972, es produeixen moltes detencions que toquen de ple la direcció del moviment republicà: Maire Drumm, Seán Mac Stíofáin (reemplaçat en el lloc de Cap de l'Estat Major per Ruairí Ó Brádaigh), Martin McGuinness, Joe Cahill, Séan Ó Brádaigh i Ruairí Ó Brádaigh. Malgrat aquestes detencions i els conflictes entre l'ala conservadora i l'ala esquerrana de l'IRA Provisional, l'organització s'abasteix de noves armes: llança-granades RPG-7, morters, fusells AR-17.
A finals de la dècada de 1970, els presos republicans, disconformes amb diversos aspectes del règim penitenciari a què estaven sotmesos, van endegar un seguit de protestes (Blanket protest, Dirty protest), que van culminar el 1981 amb una vaga de fam on van morir 10 d'aquests presos.

### 1973-1976: extensió, repressió i treva
Després de les onades de detencions de finals de 1972 i de tot el 1973, el Consell de l'Exèrcit va triar de transformar l'estructura del grup per protegir-lo de la repressió i de la infiltració. Es conserva l'organització paramilitar en brigades, però es creen petites cèl·lules de tres o quatre persones, més dividides. Aquest canvi es fa progressivament durant la segona meitat dels anys 70. Séamus Twomey esdevé Cap de l'Estat Major després de la detenció de Joe Cahill, però és reemplaçat per Éamonn O'Doherty després de la seva pròpia detenció al setembre de 1973, però recupera el lloc el 1974. Dáithí Ó Conaill i Séamus Twomey endeguen una orientació cap a l'esquerra, tot i mantenir una activitat armada.
Si en el moment de la vaga lleialista del febrer de 1973, el PIRA tracta de convèncer els lleialistes que llurs objectius són els mateixos, en la de 1974, organitza la protecció del barris catòlics contra possibles pogroms. L'any 1973, fa aparèixer a Irlanda un llibre, prohibit, Freedom Struggle. Tant l'IRA provisional com el govern britànic reconeixen la impossibilitat d'una victòria militar, però mentre que els PIRA vol empènyer la Gran Bretanya a negociar una treva, els britànics intenten desviar els republicans i els nacionalistes moderats de la violència
El poder militar de l'organització millora amb míssils terra-aire 9K32 Strela-2 i detonadors a distància, l'IRA provisional intenta, després del Bloody Friday, limitar al màxim les víctimes civils (els britànics intercepten el 1976 el senyal d'aquests detonadors, i fan esclatar les bombes abans d'hora). El 28 de març de 1973, Joe Cahill és interceptat amb el vaixell Claudia a la República d'Irlanda. El vaixell transporta 5 tones d'armes, municions i explosiu provinents de Líbia. A més d'atemptats amb bomba i atacs contra la policia i l'exèrcit a Irlanda del Nord, el PIRA llança un seguit d'operacions que demostren el seu suport popular: desfilada amb armes a Andersonstown el febrer de 1974, blocatge dels eixos viaris de Belfast el 9 d'abril de 1974, vaga al sector de l'electricitat a Newry l'agost de 1974, etc. Al sud del comtat d'Armagh, l'IRA provisional es mostra particularment actiu (de vegades utilitza el sobrenom de South Armagh Republican Action Force), fins al punt que aquella zona rebrà el sobrenom de República lliure de South Armagh. En el marc d'una òptica de desmoralització, crea el British Deserters Group el qual organitza la fugida cap a Suècia dels desertors de l'exèrcit britànic. Quan l'organització és encara legal a Gran Bretanya, el Consell de l'Exèrcit decideix d'apuntar a Londres a principis de l'any 1973. Si bé la primera bomba esclata el 8 de març, la campanya d'atemptats no comença realment fins a l'agost de 1973 (atemptats dels pubs de Birmingham, atemptats dels pubs de Guildford, etc.)
El 1974, molts presos responsables d'atemptats a Londres, entre els quals les germanes Dolours i Marian Price, endeguen una vaga de fam. El 3 de juny, un d'ells mor a la Presó de Parkhurst després d'haver estat alimentat a la força. El 31 d'octubre de 1973, Séamus Twomey, Joe B. O'Hagan i Kevin Mallon s'escapen en helicòpter de la Presó de Mountjoy. S'excaven túnels per parts dels presos de la Presó de Maze els quals organitzen vastes fileres d'evasió. Amb la política de criminalització i la fi de l'Special Category Status l'1 de març de 1976, els presos republicans, principalment els membres de l'IRA provisional, comencen la Blanket protest, i refusen de portar l'uniforme dels presos de dret comú.
El desembre de 1974, membres del clergat protestant es reuneixen amb la direcció de l'IRA provisional, entre els quals Séamus Twomey i Dáithí Ó Conaill per intentar de decidir-los a posar fi a la seva campanya militar. El 22 de desembre, l'organització declara un alto el foc d'11 dies (que s'estendrà de fet fins al 16 de gener), i proposa converses amb el govern britànic. Tenen lloc trobades secretes entre representants del govern i del Sinn Féin. L'IRA Provisional accepta una treva bilateral el dia 8 o el 9 de febrer. Durant les trobades, Michael Oatley i James Allan representen els britànics, Ruairí Ó Brádaigh i Billy McKee el Consell de l'Exèrcit. Els assassinats sectaris des del mes d'abril enterboleixen la treva, que només existirà de nom al mes de setembre. Les trobades entre el PIRA i els britànics cessen el 10 de febrer de 1976.

### 1977-1990: conflicte delsH-Blocksi electoralisme
La Blanket protest s'intensifica en els H-Blocks (sobrenom dels edificis en forma d'«H» de la Presó de Maze, construïts per rebre els presoners paramilitars després de la fi de l'Special Category Status); aquesta protesta aplegarà uns 150 presos el 1977 i el doble l'any següent. El març de 1978, els presos decideixen d'endegar una nova acció, una vaga de la higiene, anomenada Dirty protest. El 1979, hi participen prop de 500 presos. Després d'una primera vaga de fam, iniciada el 27 d'octubre de 1980 per part de membres de l'IRA Provisional i de l'Irish National Liberation Army, que desemboca en un acord oficiós entre la Northern Ireland Office i l'IRA Provisional, s'endega una segona vaga de fam, l'1 de març de 1981, aquest cop per Bobby Sands, un oficial de l'organització. El conflicte dels presos republicans ateny amb això una dimensió internacional, reforçada per la intransigència de la primera ministra Margaret Thatcher. El 10 d'abril, Bobby Sands és elegit membre de la Cambra dels Comuns i l'11 de juny, Kieran Doherty és elegit Teachta Dála, la qual cosa demostra que la causa dels presos gaudeix de suport popular. Tots dos moriran, junt amb altres nou presos durant la vaga de fam. Durant els set mesos de vaga, l'IRA provisional acaba amb la vida de 40 persones (cinc d'elles civils). Els funcionaris de presons es converteixen en «objectius legítims».
A mitjans dels anys 1980, el subministrament d'armes que prové dels Estats Units es complica després de la captura a Irlanda del Marita Ann el 29 de setembre del 1984. L'IRA Provisional es forneix d'ara endavant amb els enviaments que li farà el president libi Moammar al-Gaddafi. L'agost del 1985, el Kula els aporta set tones d'armes i de municions, entre les quals 70 AK-47 i pistoles Forjas Taurus. Deu mesos més tard, aconsegueix de Líbia deu tones d'armes, entre les quals 100 AK-47 i 10 metralladores. En el seu tercer viatge, al juliol de 1987, aconsegueixen 14 tones d'armes, entre les quals es troben míssils superfície-aire. El 27 segons Peter Taylor o el 30 d'octubre de 1987, l'Eksund és interceptat a Bretanya, en el seu retorn de Líbia. El seu carregament de 150 tones comprèn 20 míssils terra-aire 9K32 Strela-2, 1000 AK-47, metralladores pesades, morters, Semtex, granades, etc. Almenys fins al 1982, l'Organització per a l'Alliberament de Palestina (OAP) el va fornir amb llança-granades.
Els Provisionals prossegueixen amb la seva campanya d'atemptats amb bomba. El 17 de febrer de 1978, una bomba incendiària explota a Belfast i acaba amb la vida de 12 civils que no eren el seu objectiu. Després d'aquestes morts imprevistes i les crítiques rebudes per aquesta acció, el PIRA demana perdó i abandona l'ús de bombes incendiàries. Sense deixar d'actuar a Gran Bretanya, estén les seves activitats a la resta d'Europa a partir de 1978, i pren com a objectiu les bases britàniques a Alemanya Occidental, Bèlgica o fins i tot als Països Baixos. A finals dels anys 1970, decideix atemptar contra personalitats de primer pla. El febrer de 1979, Richard Sykes, ambaixador britànic als Països Baixos, és assassinat. El 27 d'agost, el vaixell de Lluís Mountbatten, oncle de la Reina d'Anglaterra, explota al llarg de Mullaghmore a Irlanda. El 245 d'abril, una bomba acaba amb la vida de Maurice Gibson, jutge del Tribunal d'Apel·lacions i la seva dona. El 16 d'octubre del 1984, els Provisionals fan esclatar una bomba al Gran Hotel de Brighton, on estava reunit el Partit Conservador; en aquest atemptat Margaret Thatcher se salva per ben poc, atès que l'IRA l'havia condemnada a mort després de la vaga de fam del 1981. El 6 de març del 1988, tres volunteers desarmats són abatuts per l'Special Air Service a Gibraltar, l'anomenada Operació Flavius. Llurs execucions rellancen la polèmica sobre una possible política de tirar a matar del govern britànic. Quan van ser enterrats, deu dies més tard, un membre de l'Ulster Defence Association (UDA) va atacar els assistents al cementiri de Milltown, causant tres morts i diversos ferits. Durant l'enterrament de les victimes de l'atac, tres dies més tard, dos caporals britànics vestits de civil, confosos amb membres de l'Special Air Service (SAS) o amb lleialistes, són apartats de la comitiva i abatus per l'IRA Provisional.
Els Caps d'Estat Major se succeeixen: Séamus Twomey és arrestat el 3 de desembre del 1977. És reemplaçat per Gerry Adams o Brian Keenan. Martin McGuinness és nomenat per a aquest lloc en 1978 o 1979. El 1982, Ivor Bell el reemplaça durant un any, i després Kevin McKenna esdevé Cap d'Estat Major fins al 1989, data en la qual Martin McGuinness reprèn la direcció de l'organització. A partir de 1981, les forces de seguretat britàniques «retornen» molts membres de l'IRA provisional. Anomenats supergrass (súper-confidents), permeten onades de detencions en el camp republicà, com la d'Ivor Bell, Cap de l'Estat Major, en 1983.
El 20 de setembre del 1986, la Convenció general de l'exèrcit es reuneix per primer cop des de la seva fundació. El 14 d'octubre, un comunicat anuncia el manteniment d'una política de lluita armada, però sobretot obre la via a la fi de l'abstencionisme que caracteritza, no obstant això, el moviment republicà des dels seus orígens. El Ard-Fheis del Sinn Féin, el 2 de novembre, dona suport a aquesta transició cap a l'electoralisme A finals dels anys 1980, el Social Democratic and Labour Party, nacionalista moderat, intenta de presuadir el Sinn Féin perquè desarmi l'IRA Provisional mentre que el Secretari d'Estat per a Irlanda del Nord Peter Brooke apunta que es podran obrir converses amb l'IRA si s'anuncia un alto el foc.

## El procés de pau
L'Acord de Belfast (o Acord del Divendres Sant) va ser un pas endavant en el procés de pau. Va ser firmat a Belfast el 10 d'abril de 1998 entre els governs irlandès i britànic i diversos partits polítics. L'acord va significar que l'IRA Provisional abandonés les activitats armades, però alguns membres del PIRA que no estaven d'acord amb la fi de la violència s'escindiren formant l'IRA Autèntic. L'IRA de la Continuïtat tampoc va firmar aquest acord.
El 28 de juliol de 2005 l'IRA va realitzar un comunicat anunciant la seva decisió d'abandonar la lluita armada i considerar la via pacífica com a únic mitjà per a la consecució dels seus objectius. Blair i Bertie Ahern, primer ministre de la República d'Irlanda, van manifestar que, en cas de verificar-se, aquest anunci arribaria a la dimensió d'un esdeveniment històric. El 26 de setembre següent la Comissió Internacional Independent encarregada de supervisar el desarmament a la Irlanda del Nord va garantir que l'IRA havia completat la inutilització de tots els seus arsenals.
El 28 de novembre del 2005 el PIRA va anunciar en un comunicat que deixava les armes per a dedicar-se, segons les seves paraules "al desenvolupament de programes purament polítics i democràtics". La diferència entre l'acord de pau de Belfast amb el del 2005 és que en el segon és el PIRA i no el Sinn Féin qui firma el tractat (i fins i tot el proposa). La banda es va desarmar davant de la Comissió Internacional Independent de Decomís.

## Darreres accions armades de grups dissidents amb els Acord del Divendres Sant
L'IRA Autèntic va ser responsable d'atacs a Irlanda del Nord i Anglaterra amb l'objectiu de causar danys econòmics i pertorbacions, el més destacat va ser l'atemptat d'Omagh de 1998, que va matar 29 persones. Després d'aquell atac va declarar l'alto el foc, però va reprendre les seves operacions l'any 2000. El març de 2009 va reivindicar l'Atemptat de la caserna de Massereene que va matar dos soldats britànics, el primer amb morts a Irlanda del Nord des de 1997. L'IRA Autèntic ha també ha estat involucrat en atacs contra narcotraficants.
El juliol de 2012 el Direct Action Against Drugs (RAAD) i altres petits grups militants republicans s'estaven fusionant amb el Real IRA en una nova entitat que va rebre el nom de Nou IRA pels mitjans de comunicació, però els seus membres s'identificaven com "l'Exèrcit Republicà Irlandès". Petits grups de l'IRA Autèntic que no es van fusionar amb el Nou IRA continuen tenint presència a la República d'Irlanda, particularment a Cork i en menor mesura a Dublín.